# 클라세 406
《클라세 406》(스페인어: Clase 406)은 2002년 방영된 멕시코의 텔레노벨라이다.